# 333
Rok 333 (CCCXXXIII) byl nepřestupný rok, který podle juliánského kalendáře započal pondělím. V té době byl tento rok znám jako Rok konzulátu Dalmácia a Zenofila (méně často jako rok 1086 Ab urbe condita). Pod číslem 333 se začal uvádět až ve středověku, kdy Evropa přešla na systém letopočtu Anno Domini (leta páně). 
Podle židovského kalendáře došlo k přelomu let 4093 a 4094. 

## Události

#### Římská říše
- Flavius Dalmatius a Dominus Zenofilus jsou zvoleni konzuly.
- Císař Konstantin I. Veliký vysílá římské vojáky do Británie a započíná stavbu Hadriánova valu.
- Calocaerus se znovu vzbouří proti císaři Konstantinovi a prohlásí se za císaře. Flavius Dalmatius, odpovědný za východní hranice říše, je vyslán na Kypr k potlačení povstání.
- 25. prosince – Konstantin I. povyšuje v Konstantinopoli svého syna Constanse na césara.

#### Čína
- Š’ Chung nastoupil po svém otci Š’ Leovi jako císař říše Pozdní Čao (období Šestnácti států). Ve skutečnosti byl ale u moci jeho bratranec Š’ Chu. Š’ Leova vdova Císařovna Liou se snažila udržet u moci svého syna, avšak Š’ Chu ji zatknul a popravil.

## Narození
- ? – Svatý Sabbas, rumunský křesťanský mučedník a světec († 12. dubna 372)

## Hlavy států
- Papež – Silvestr I. (314–335)
- Římská říše – Konstantin I. Veliký (306–337)
- Bosporská říše – Tiberius Julius Rhescuporis VI. (303–342)

#### Asie
- Ibérské království – Mirian III. Ibérský (284–361)
- Perská říše – Šápúr II. (309–379)
- Kušánská říše – Šaka (305–335)
- Japonsko (Období Jajoi) – Nintoku (313–399)
- Päkče (Korea) – Biryu z Päkče (304–344)
- Kogurjŏ (Korea) – Gogugwon z Kogurjŏ (331–371)
- Silla – Heulhae (310–356)